# Migration (Astronomie)
Der Begriff planetare Migration bezeichnet die Bahnänderung eines Planeten während der Entstehung eines Planetensystems um einen Zentralstern. Da es sich um ein theoretisches Modell handelt, gibt es allerdings keine einheitliche Definition. Zustande kommt die planetare Migration durch eine komplexe Wechselwirkung eines Planeten mit seiner Umgebung (andere Planeten, Planetesimale, Gas einer protoplanetaren Scheibe). Durch zufällige Ereignisse auftretende Bahnänderungen, beispielsweise durch Kollisionen, fallen allerdings nicht unter den Begriff.

## Einleitung
Die Entdeckung von Exoplanetensystemen, in denen jupiterähnliche Himmelskörper sternnahe Bahnen von nur einigen Sternradien besitzen (sog. „Hot Jupiters“, 51 Pegasi b besitzt eine große Halbachse von a = 0,05 AE), hat eine Diskussion über das Entstehungsmodell von Planetensystemen ausgelöst. Viele Astronomen sind der Meinung, dass Gasriesen ein paar Astronomische Einheiten (AE) von dem Zentralgestirn entfernt, hinter der sogenannten Eislinie entstehen. Das ist diejenige Entfernung vom Zentralstern, ab der Wasserstoffverbindungen in fester Form existieren können. Im Entstehungsprozess müssten sich diese Planeten in Richtung Zentralgestirn bewegt haben.
Ein Erklärungsversuch, der ohne Migration auszukommen versucht, ist beispielsweise die „Jumping-Jupiter-Theorie“. Diese besagt, dass es durch das gleichzeitige Entstehen einiger Gasriesen in einem Planetensystem zu gravitativen Wechselwirkungen untereinander kommt. Simulationen zeigen, dass diese Prozesse zu instabilen Bahnen führen würden, zu Kollisionen der Planeten untereinander, Akkretion durch den Protostern oder auch zum Verlassen des Planetensystems, weswegen die Entstehung der Hot Jupiters auf diese Weise als unwahrscheinlich gilt.
Ein anderer Ansatz ist die planetare Migration. Diese beschreibt in der Entwicklung eines Planetensystems die Wechselwirkungen der protoplanetaren Scheibe mit dem Planeten selbst, was zu Bahnänderungen führen kann. Es gibt drei verschiedene Weisen, wie die Planetenscheibe mit dem Planeten wechselwirken kann. Diese sind in drei Typen der Migration unterteilt, die im unteren Abschnitt noch weiter erläutert werden. Zwar kann man mit der Migrationstheorie Bahnverkleinerungen (z. B. beim Jupiter) und Bahnvergrößerungen (z. B. bei Uranus und Neptun) während der Entstehungsphase die heutige Position der Planeten erklären, dennoch ist die Migration nur eine Theorie, die in der Fachwelt zwar allgemein anerkannt ist, aus Mangel an direkten Beobachtungsmöglichkeiten jedoch noch nicht direkt bewiesen werden konnte. Ein solches Szenario bietet etwa das Grand-Tack-Modell. Zusätzlich kann man die Migrationstheorie auch wie im Nizza-Modell auf das spätere Late Heavy Bombardment (LHB) oder die Herkunft der Trojaner anwenden und aus Simulationen brauchbare Ergebnisse ziehen.

## Theoretische Betrachtungen

### Standardmodell der Planetenentstehung
Da die Migration ein in der späten Phase der Planetenentstehung stattfindender Effekt ist, soll hier zunächst ein grober Überblick über das unter Astronomen weit verbreitete Standardszenario der Planetenentstehung gegeben werden. Der Ursprung der Planeten liegt der Theorie nach in den sog. großen molekularen Wolken (GMC – „giant molecular clouds“), die hauptsächlich aus Gas (99 % Wasserstoff, Helium) und Staub (Silikate, Kohlenstoff) bestehen und durch ihre Eigengravitation eine Kompression erfahren, bis sie schließlich in kleinere „Kerne“ fragmentieren. Solche Kerne können Ausdehnungen von einigen tausend AE erreichen und kollabieren schließlich nach dem Jeans-Kriterium. Es entsteht ein Protostern inmitten der Wolke, der die gravitativen Eigenschaften des Systems dominiert. Insbesondere handelt es sich für die umgebende Materie um ein Zentralkraftfeld, in dem Drehimpulserhaltung gilt. Diese verhindert zum Beispiel, dass die ganze Materie einfach in den Stern fällt, weil sie von ihm angezogen wird. Vielmehr entwickelt sich aus der Wolke nun eine stabile rotierende Scheibe (protoplanetare Scheibe), in der Drehimpuls durch die Viskosität von Turbulenzen und viskose Reibung von innen nach außen „transportiert“ werden kann. In unserem Sonnensystem tragen Jupiter und Saturn zum Beispiel 99 % des gesamten Drehimpulses, während die Sonne nahezu die ganze Masse hat. So bewegen sich die inneren Teile der Scheibe weiter nach innen und werden schließlich vom Stern akkretiert, während die äußeren Teile durchaus von diesem Schicksal verschont bleiben können. Auf diese Weise entsteht ein komplexes hydrodynamisches System, das eine Sedimentation und Drift der nun immer stärker wachsenden Festkörper ermöglicht. Bei einer Größe von einigen Metern bis zu einigen Kilometern spricht man von Planetesimalen. Ab dieser Größe dominieren die Planetesimale durch ihre eigene Gravitation das Geschehen in ihrem Umfeld, zum Beispiel fangen sie umgebende, kleinere Planetesimale ein, und zwar immer effizienter, je größer sie werden (deswegen nennt man diese Phase „Runaway-Wachstum“). Irgendwann haben sich auf diese Weise einige wenige sog. planetare Embryonen gebildet, die ihre Umgebung gravitativ dominieren, und die Materie sowie Gas aus der protoplanetaren Scheibe (im Fall von Gasriesen) akkretieren (sogenanntes „oligarchisches Wachstum“ und Isolation der Embryonen). Jedoch müssen die Planeten nicht an dem Ort, an dem wir sie heute beobachten, entstanden sein. So beobachtete man zum Beispiel mit 51 Pegasi b einen jupiterähnlichen Gasriesen nur wenige Sternradien vom Zentralgestirn entfernt. Die Entstehung eines so massiven Objektes so nahe an einem Stern wäre mit diesen sogenannten In-situ-Theorien nur sehr schwierig zu erklären, weshalb man annimmt, dass die Planeten in der Endphase ihrer Entstehung unter bestimmten Bedingungen Veränderungen ihrer Umlaufbahn erfahren können. Dieses Phänomen bezeichnet man als planetare Migration.

### Arten planetarer Migration
Die verschiedenen Arten der Migration werden von den meisten Astronomen in drei Typen eingeteilt:
Typ 1
Das Objekt (Planetesimal oder Planetenembryo) interagiert mit seinen selbst verursachten Dichtewellen, die entstehen, weil sich das umgebende Gas mit einer höheren Geschwindigkeit bewegt als der Keplerschen Umlaufgeschwindigkeit. Dies beschleunigt das Gas aufgrund der gravitativen Wirkung des Protoplaneten und es entstehen Druck- und Dichtewellen, die sich mit dem Protoplaneten bewegen. Wegen der Asymmetrie auf der sternabgewandten bzw. -zugewandten Seite resultiert dies in einer Nettokraft auf den Planeten, der seine Bahn verändert.
Typ 2
Protoplaneten öffnen durch Akkretion umliegender Materie eine Lücke in der Gasscheibe, es entsteht eine Region geringerer Dichte in der „feeding zone“ des Planeten. Der Protoplanet wird in dieser Lücke eingeschlossen. Da sich das Gas im Verlauf des Planetenentstehungsprozesses nach innen bewegt, folgt die Lücke nach und der Protoplanet migriert nach innen.
Typ 3
Instabilitäten in der Planetenscheibe (Wechselwirkungen zwischen den Planeten) führen zu einer Bahnabweichung innerhalb weniger Umläufe des Planeten.
Wenn ein Planet oder Planetesimal seine Bahn zu sehr ändert und dem System verlorengeht (also das Sonnensystem verlässt oder infolge der Verlangsamung der Umlaufgeschwindigkeit einwärts migriert und dem Stern/Protostern zum Opfer fällt), nennt man dies „violent migration“.

## Simulationsergebnisse

### Sonnensystem
Die Theorie der Planetenformung legt für Riesenplaneten eine Entstehung in runden und komplanaren Umlaufbahnen nahe. Zurzeit liegen die Exzentrizitäten Jupiters bei 6 %, Saturns bei 9 % sowie Uranus’ bei 8 % und die gegenseitige Bahnneigung (Winkel zwischen den Normalenvektoren der Bahnebenen) bei maximal 2° gegen die Jupiterbahn.
Bestehende Modelle sind bisher noch nicht komplett erfolgreich auf das Sonnensystem angewandt worden. Sie zeigen aber, dass bei komplanaren Quasi-Kreisbahnen beginnende Rechnungen die zur Zeit gültigen Bedingungen liefern, insbesondere im Hinblick auf die 1:2-Bahnresonanz zwischen Jupiter und Saturn. Diese hat sich während der Migration der Riesenplaneten infolge der Wechselwirkungen mit der Planetesimalenscheibe eingestellt. Die Berechnungen reproduzieren alle relevanten Parameter, wie große Halbachsen, Exzentrizitäten und gegenseitige Bahnneigung.
Die heute beobachtbare orbitale Verteilung der Objekte jenseits der Neptunbahn lässt darauf schließen, dass diese ein Resultat der planetaren Migration Neptuns von 20 AE auf 30–35 AE während der Expansion der protoplanetaren Scheibe ist.
Im Laufe der Migration verkleinerten sich sowohl Exzentrizitäten, als auch die Bahnverkippungen der Planeten durch die Wechselwirkungen mit den Teilchen der Scheibe aufgrund der sogenannten dynamischen Reibung.
Sind die Umlaufbahnen der Planeten sehr nah beieinander, so können bei der Bahnveränderung Resonanzen (mean motion resonance; MMR) auftreten, wenn die Verhältnisse der Umlaufzeiten kleine Zahlverhältnisse bilden.
Diese verursachen feste Exzentrizitätsverhältnisse zwischen den resonanten Planeten.
Bekanntestes Beispiel hierfür ist die 1:2-Resonanz zwischen Jupiter und Saturn. Nach der langsamen Migrationsperiode, als beide die 1:2-MMR passierten, änderten sich ihre Exzentrizitäten rasch auf die heute beobachteten Werte. Diese Sprünge sind dadurch zu erklären, dass beide Planeten über die Resonanzstufe gesprungen sind, ohne eingefangen zu werden. Diese Störung wurde auf die Gasriesen Uranus und Neptun übertragen und bewirkten auch dort eine Bahnvergrößerung, die abhängig von den jeweiligen Massen ist. Dies führte zu chaotischen und überschneidenden Bahnverhältnissen während einer kurzen Zeitdauer nach dem Übertreten der Bahnresonanz. Die Gasriesen trieben nach außen (von der Sonne radial weg) und beförderten kleine Gesteinsbrocken nach innen, die sich Richtung Jupiter und Saturn bewegten.
Der Gesteinsbrocken-Beschuss hatte zur Folge, dass sich Jupiter- und Saturnbahnen durch Abbremsung wieder verkleinerten (Drehimpulserhaltung). Diese schnelle Migrationsphase endete, sobald Jupiter und Saturn wieder die Resonanzschwelle erreichten und sich dort ihre Bahnen stabilisierten. Ergebnis dieser Entwicklungen sind die heute beobachteten Werte für Exzentrizität, Bahnneigung und Halbachsen dieser Planeten.
Diese Ergebnisse zeigen, dass man niemals die Migration oder Resonanz getrennt betrachten sollte, sondern immer das komplette System einbeziehen muss, um diese Vorgänge zu erklären.

### Verlust eines fünften Gasplaneten?
Jupiter hätte bei einer langsamen Wanderung ins innere Sonnensystem die Umlaufbahnen der inneren Planeten gestört. Er hätte jedoch eine neue Umlaufbahn einnehmen können, wenn er einen Gasriesen von der Masse des Uranus oder Neptun aus dem Sonnensystem katapultiert hätte.

### Late Heavy Bombardment
Rund 700 Millionen Jahre nach der Entstehung der Planeten kam es zu einer sehr hohen Einschlagrate auf den Planeten (und Monden), dem sog. „Late Heavy Bombardment“ (LHB).
Vermutlicher Auslöser des LHB ist die schnelle Migration der Riesenplaneten (Jupiter, Saturn). Dies verursachte eine Destabilisierung der Bahnen kleinerer Objekte (Planetesimale), wodurch diese in das Innere des Sonnensystems gelangten und Einschläge verursachten.

### Jupiters Trojaner

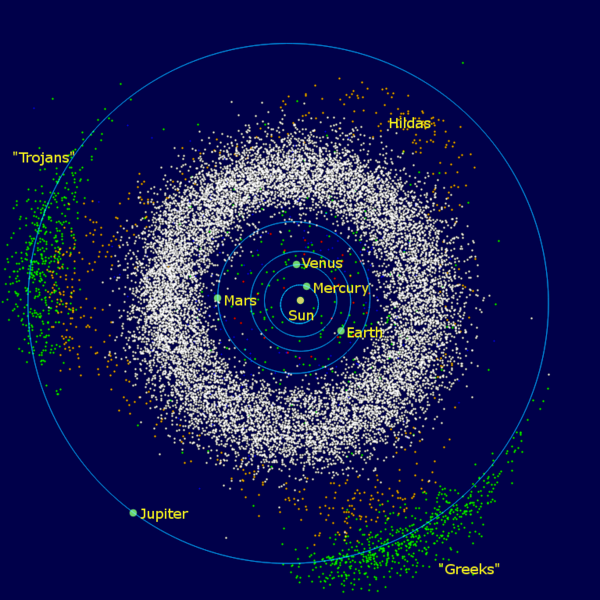
Bahnen der Planetesimale und Planeten

Die Herkunft der Trojaner ist recht umstritten. Eine Theorie besagt, dass diese Himmelskörper in größerer Entfernung zu Jupiter entstanden, dann während der Jupitermigration „eingesammelt“ wurden und sich nun auf jupiternahen Bahnen bewegen.
Auch Planeten in der Scheibe können in Resonanzen eingefangen werden, wenn sich ihre großen Halbachsen unterschiedlich schnell verändern. Damit wurden auch von M. Melita und M. Woolfson zum ersten Mal die Zusammenhänge zwischen den Umlaufzeiten der Hauptplaneten im Sonnensystem erklärt. Sie beschäftigten sich mit der Veränderung der großen Halbachsen der Planeten, die durch Gasaggregation und dynamische Reibung beeinflusst werden.

### Kuiper-Gürtel
Beobachtungen am Very Large Telescope (VLT) der Europäischen Südsternwarte ESO in Chile zeigen, dass die „eiskalten“ Kuiper-Belt-Objekte (KBOs) am Rande des Planetensystems näher an der Sonne entstanden sind. Dabei fallen zwei dynamische Untergruppen von KBOs, die „hot“ and „cold“ Cubewanos, auf, die sich in ihren Oberflächenfarben unterscheiden (unterschiedliche chemische Zusammensetzung der Objekte), aber ähnliche Bahnen besitzen, sodass verschiedene Entstehungsregionen angenommen werden. Durch diese Beobachtung wird die Theorie gestützt, dass die beiden äußeren Planeten Uranus und Neptun näher an der Sonne entstanden sind und erst danach zu ihren heutigen größeren Distanzen „migriert“ sind. Bei dieser Migration haben sie die „Hot“-Cubewano-Population sozusagen mit in den Kuiper-Gürtel geschleppt.